# 君の顔が好きだ
「君の顔が好きだ」（きみのかおがすきだ）は、斉藤和義の3作目のシングル。1994年2月2日に、ファンハウスから発売された。

## 概要
2枚目のアルバム「素敵な匂いの世界」先行シングル。FM802の邦楽ヘヴィー・ローテーション（1994年3月）、テレビ東京の深夜番組『モグラネグラ』オープニングテーマに採用され知名度を上げた。
ライブでは、サビの「君の顔が好きだ」の「顔」の部分を変えて歌われることがある。

## 収録曲
全曲　作詞・作曲・編曲：斉藤和義
1. 君の顔が好きだ
2. ねぇ、運転手さん